# Couteau Delta

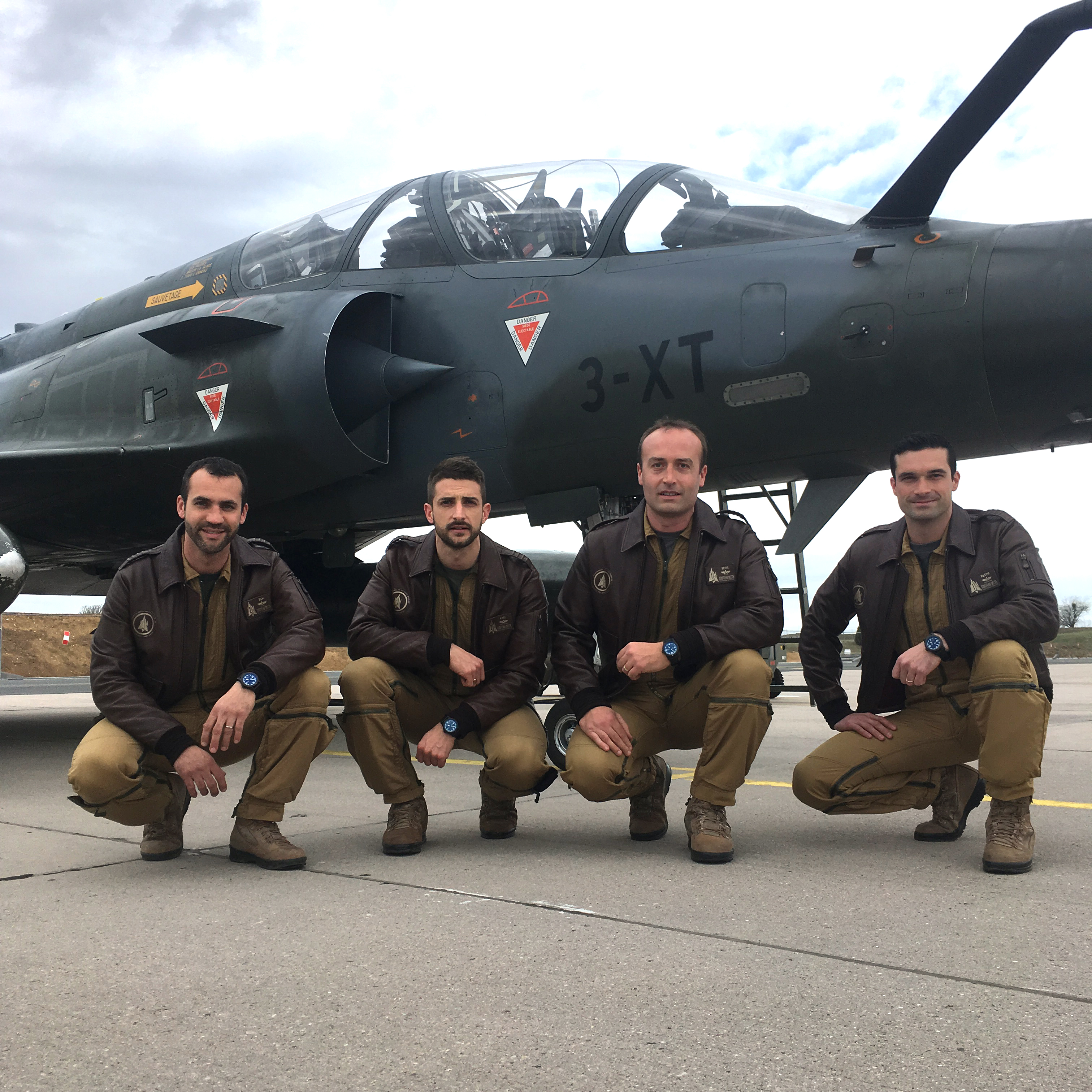
Les Couteau Delta 2018

Les Couteau Delta sont une patrouille aérienne officielle de l'Armée de l'air française créée en 2017. Avec les autres ambassadeurs de l'Armée de l'Air, sa mission est de représenter cette arme, et d'être l'ambassadrice de l'aéronautique française à l'étranger.
Stationnée sur la base aérienne 133 de Nancy, à la différence des autres ambassadeurs, sa démonstration est tactique. Les appareils présentent des évolutions en configuration “Leader - Ailier” à l'identique de ce qui est pratiqué lors des manœuvres de combats effectuées par les équipages lors des opérations. 
Composée de 4 personnels navigants (2 binômes pilote & navigateur NOSA) et d'une dizaine de mécaniciens, l'équipe partage son emploi du temps entre la saison hivernale durant laquelle les équipages sont partie intégrante de leurs unités respectives au sein de la 3e Escadre de Chasse et donc participent aux entraînements en métropole mais également aux opérations extérieures, et la saison estivale dédiée aux manifestations aériennes. 
Chaque vol est filmé à partir du point central où se trouve également un personnel navigant (souvent un pilote remplaçant) chargé notamment d'assurer l'interface entre la patrouille et le contrôle, et garantir ainsi la sécurité des vols.

## Histoire
Jusqu'en 2017, l'Armée de l'Air présente une démonstration tactique de Mirage 2000, elle est assurée par l'équipe des Ramex Delta. Une équipe composée de personnel de l'Escadron de Chasse 2/4 La Fayette basé sur la Base Aérienne 125 et évoluant du Mirage 2000N. Le retrait opérationnel du Mirage 2000N au sein de l'Armée de l'Air et la transformation successive des équipages sur Rafale a entrainé la dissolution de la Patrouille. L'État-Major a alors pris la décision de transférer la démonstration tactique au sein de la 3e Escadre de Chasse de Nancy-Ochey et évoluant sur Mirage 2000D. Après sélection, 2 équipages ont été sélectionnés pour composer la nouvelle équipe. L'équipage “Leader” vient de l'Escadron de Chasse 2/3 “Champagne” et l'équipage “Ailier” est issu de l'Escadron de Chasse 3/3 “Ardennes”. Le logotype et l'ensemble de l'identité visuelle de l'équipe est créé par Régis Rocca. Le nom de la Patrouille vient de l'association de l'indicatif radio historiquement utilisé par la base “Couteau”, c'est également l'ancien indicatif d'une précédente patrouille ayant existé sur Mirage III à Nancy-Ochey et de la forme de la voilure “Delta” du Mirage 2000D.  

## Saison 2017
Élaborée par l'équipe durant l'hiver 2016/2017, avec le soutien des Ramex Delta, la présentation tactique 2017 dure 12 minutes. Son rayon d'évolution est de 5 km avec des hauteurs de vol évoluant entre 50 m et 2000 du niveau du sol. Les vitesses des appareils évoluent durant la présentation de 280 km/h à 1200 km/h. Les avions évoluent en patrouille à une distante inférieure à 3 m et les équipages subissent des facteurs pouvant aller jusqu'à +7 G. Les appareils utilisés ne sont pas dédiés à l'équipe et sont les mêmes que ceux utilisés au quotidien par les unités composant la 3e Escadre de Chasse cependant pour la plupart des présentations estivales, les Couteau Delta vont utiliser pour l'équipage “Leader” le Mirage 2000D 652 - 3-XN avec sa livrée commémorant les 30 ans du Raid aérien sur Ouadi Doum. Tout au long de la saison des meetings, les Couteau Delta ont présenté leur démonstration sur les meetings de l'air FOSA (sur les bases aériennes de Bordeaux-Mérignac et St-Dizier), pour la cérémonie du “Triomphe” à Saint-Cyr Coëtquidan entre autres en France ainsi qu'au Royal International Air Tattoo sur la base RAF Fairford en Angleterre, puis à Malaga en Espagne et en République Tchèque.

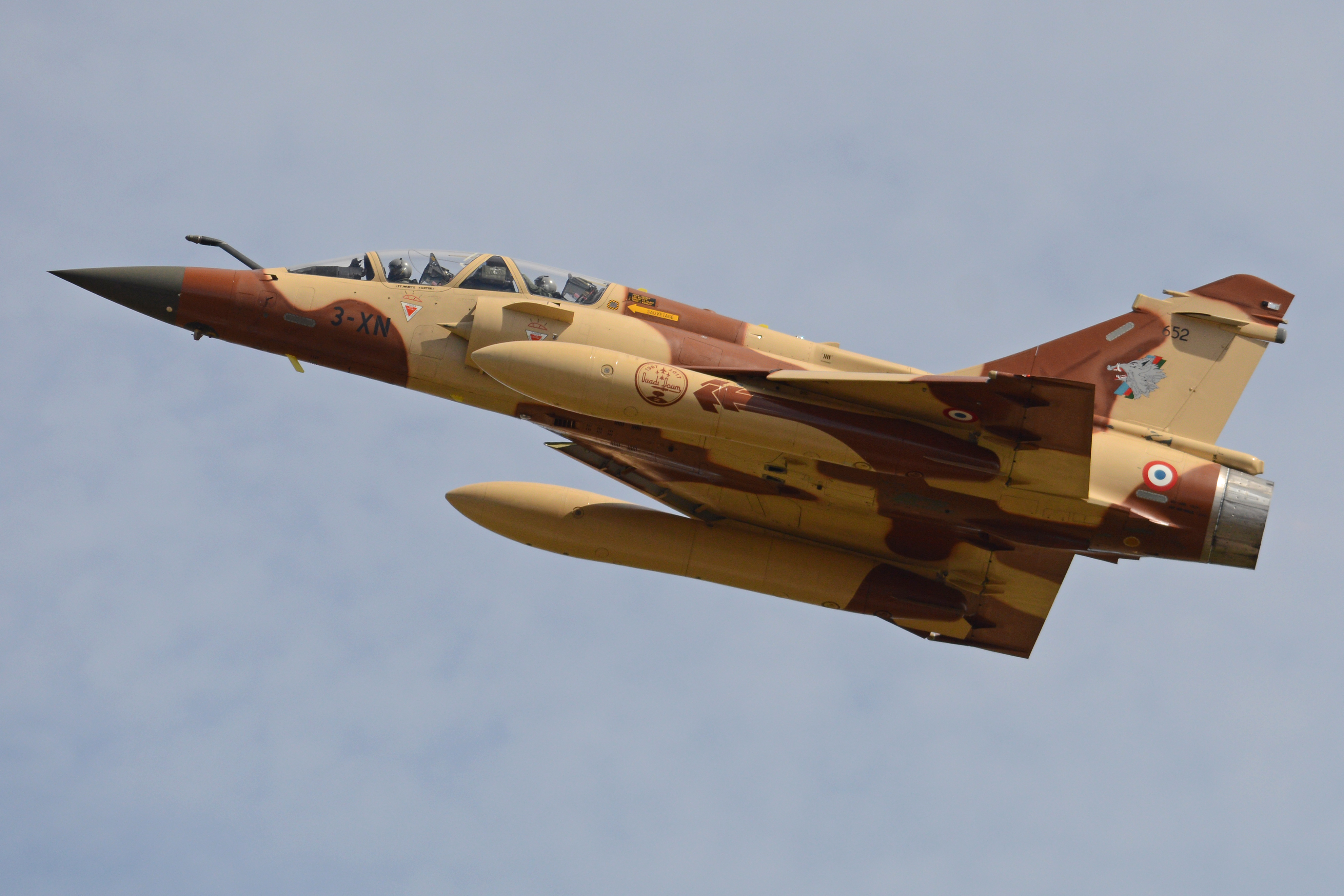
Mirage 2000D 2017 “Ouadi Doum”

### Équipage
Il se compose de 2 binômes pilote (en place avant) et navigateur NOSA (en place arrière). Pour des raisons de sécurité, les personnels étant déployés en opération en France et à l'étranger durant l'année, seuls les surnoms sont communiqués au public.

### Leader “Couteau 1”
- “Elvis”, pilote, capitaine, 37 ans, 2400 heures de vol dont 1350 heures sur Mirage 2000D, 146 missions de guerre
- “Pastif”, navigateur, capitaine, 31 ans, 2350 heures de vol dont 2100 heures sur Mirage 2000D, 175 missions de guerre

### Ailier “Couteau 2”
- “San”, pilote, capitaine, 34 ans, 2300 heures de vol dont 1200 heures sur Mirage 2000D, 106 missions de guerre
- “Axel”, navigateur, capitaine, 30 ans, 2200 heures de vol dont 2000 heures sur Mirage 2000D, 232 missions de guerre

### Ruban
Il se décompose de 11 évolutions distinctes.
• Décollage • Passage à l'anglaise • 8 paresseux • Show of force • Attaque type “Pop up” • Close Air Support • Skip • Spirale • High Speed • Percussion • Atterrissage

## Saison 2018
Élaborée par l'équipe durant l'hiver 2017/2018, sur la base de l'expérience prise lors de la première année de la patrouille, la présentation tactique 2018 a été rallongée et dure 15 minutes. Son rayon d'évolution est de 5 km avec des hauteurs de vol évoluant entre 50 m et 2000 du niveau du sol. Les vitesses des appareils évoluent durant la présentation de 280 km/h à 1200 km/h. Les avions évoluent en patrouille à une distante inférieure à 3 m et les équipages subissent des facteurs pouvant aller jusqu'à +7 G. Les Couteau Delta sont présents aux meetings de l'air FOSA (sur les bases aériennes de Évreux et Nancy-Ochey) entre autres en France ainsi qu'à nouveau au Royal International Air Tattoo sur la base RAF Fairford en Angleterre, puis en Espagne sur la Base aérienne de Los Llanos. L'équipe a reçu le “Crow Flies Trophy” qui vient récompenser tous les ans la meilleure équipe de démonstration en vol.

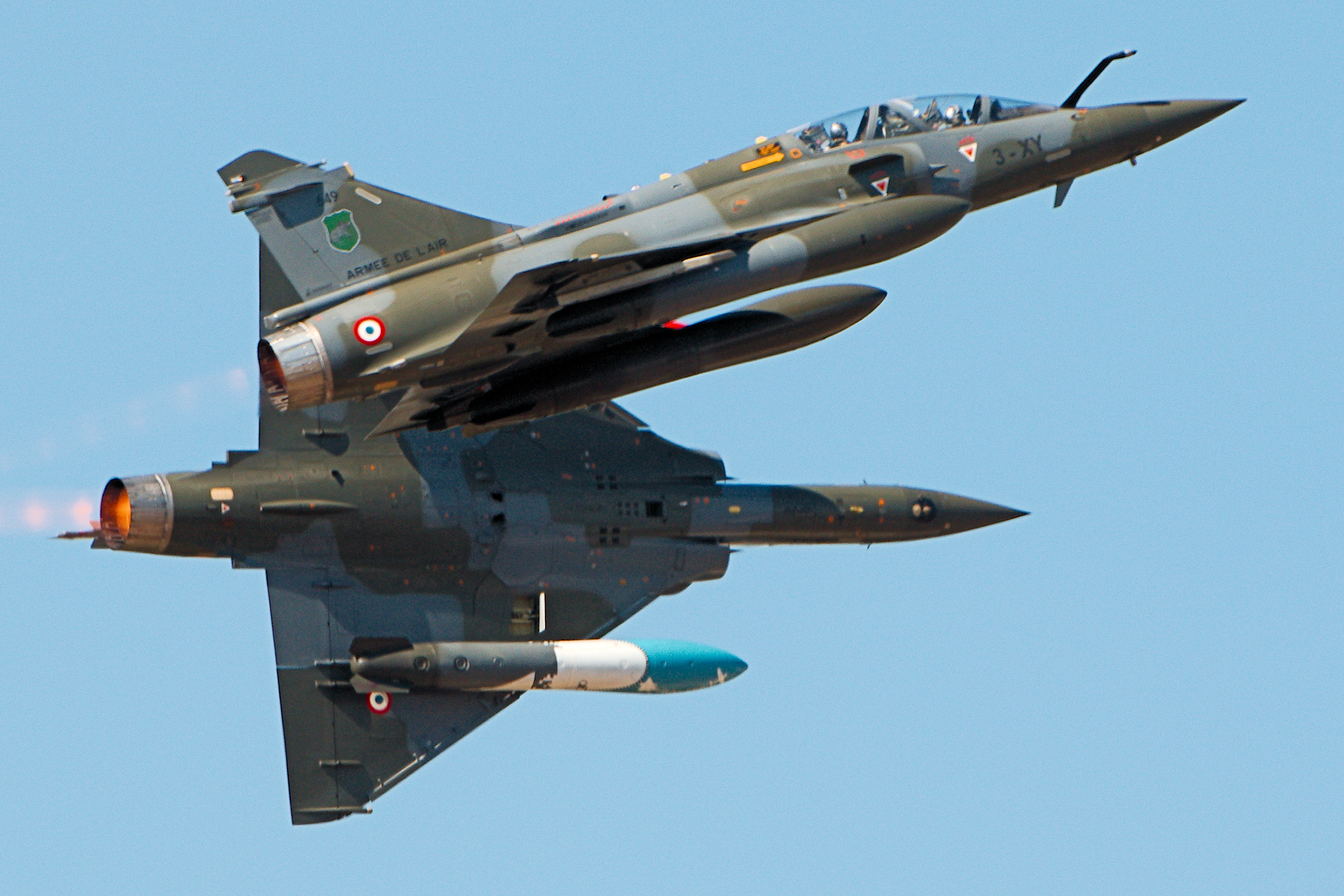
Les Couteau Delta au RIAT 2018

### Équipages
L'équipe a été reconduite pour sa deuxième saison.

#### Leader “Couteau 1”
- “Elvis”, pilote, capitaine, 38 ans, 2700 heures de vol dont 1600 heures sur Mirage 2000D, 174 missions de guerre
- “Pastif”, navigateur, capitaine, 32 ans, 2600 heures de vol dont 2350 heures sur Mirage 2000D, 203 missions de guerre

#### Ailier “Couteau 2”
- “San”, pilote, capitaine, 35 ans, 2500 heures de vol dont 1400 heures sur Mirage 2000D, 134 missions de guerre
- “Axel”, navigateur, capitaine, 31 ans, 2400 heures de vol dont 2200 heures sur Mirage 2000D, 260 missions de guerre

### Ruban
Il se décompose de 14 évolutions distinctes.
• Décollage • Passage à l'anglaise • Skip • Spirale • 8 paresseux • Passage train sorti • Break dos public • Poursuite • Attaque type “Pop up” • Show of force + Close Air Support V1 • SOF + CAS V2 • High Speed • Éclatement • Atterrissage

## Saison 2019
La patrouille, les appareils et les mécaniciens étant issus du personnel opérationnel de la 3e Escadre de Chasse, l'Armée de l'Air a décidé de mettre les Couteau Delta en sommeil pour la saison 2019, afin de réserver l'ensemble du personnel et la flotte des Mirage 2000D aux opérations extérieures (opération Barkhane) et l'entraînement des pilotes de l'Escadre. “Elvis”, le pilote de l'équipage Leader a intégré la Patrouille de France en tant qu'Athos 3, soit Intérieur gauche, au sein de la formation des huit Alpha Jet.